# Hans Birth
Hans Birth (* 22. Mai 1887 in Groß Arnsdorf, Landkreis Mohrungen; † 9. Januar 1961 in Berlin) war ein deutscher Lehrer und Politiker (SPD).

## Leben
Birth besuchte das Lehrerseminar, das er erfolgreich abschloss. Von 1919 bis 1923 war er als Lehrer in Groß Blaustein und von 1924 bis 1933 als Hauptlehrer in Lauth bei Königsberg tätig.
Birth war von 1919 bis 1921 sowie erneut von 1929 bis 1933 Mitglied des Provinziallandtages der Provinz Ostpreußen. Gegen Ende der ersten Legislaturperiode gehörte er 1924 als Nachrücker kurzzeitig dem Preußischen Landtag an. Bei der Reichstagswahl im September 1930 kandidierte er im Wahlkreis 1 (Ostpreußen) zum Reichstag, errang jedoch kein Mandat.
Birth lebte zuletzt in West-Berlin, wo er 1961 starb.